# 戈登多夫
戈登多夫（德語：Godendorf）是德国梅克伦堡-前波美拉尼亚州的市镇，隶属于梅克伦堡湖区县。总面积为13.93平方千米，截至2023年12月31日总人口为237人。